# Duke Robillard
Duke Robillard (Woonsocket, 1948. október 4. –) amerikai dzsesszgitáros, énekes.

## Pályakép
Westerley-ben (Rhode Island) 1967-ben hívta fel magára a figyelmet, mint a Roomful of Blues alapítója volt. 1979-ben elhagyta a zenekart, Robert Gordon hívására. Ezt követően a Legendary Blues Band tagja lett. 1981-ben megalapította a Duke Robillard Bandet. 

## Lemezeiből
- Too Hot to Handle (1985)
- Swing (1987)
- You Got Me (1988)
- Rockin' Blues (1988)
- Duke Robillard & the Pleasure Kings (1990)
- After Hours Swing Session (1992)
- Turn it Around (1991)
- Temptation (1994)
- Duke's Blues (1996)
- Dangerous Place (1997)
- Stretchin' Out (1998)
- New Blues for Modern Man (1999)
- Conversations in Swing Guitar (1999)
- Explorer (2000) (Shanachie)
- La Palette Bleu (2001)
- Living with the Blues (2002)
- Exalted Lover (2003)
- More Conversations in Swing Guitar (2003)
- Blue Mood... The Songs of T-Bone Walker (2004)
- The Duke Meets the Earl (2005)
- Guitar Groove-a-Rama (2006)
- Duke Robillard's World of Blues (2007)
- A Swingin' Session with Duke Robillard (2008)
- Stomp! The Blues Tonight (2009)
- Passport to the Blues (2010)
- Wobble Walkin (2011)
- Low Down and Tore Up (2011)
- Independently Blue (2013)
- Calling All Blues (2014)
- The Acoustic Blues & Roots of Duke Robillard (2015)
- Blues Full Circle (2016)
- Duke Robillard & His Dames of Rhythm (2017)

## Díjak
- Best Blues Guitarist, W. C. Handy Award, 2000, 2001[3]
- Grammy-díjra jelölés: Best Contemporary Blues Album, Guitar Groove-a-Rama, 2007
- Grammy-díjra jelölés: Best Traditional Blues Album, Stomp! The Blues Tonight, 2010